# Ilster
Ilster è una frazione (Ortsteil) della città di Munster, nel land della Bassa Sassonia, in Germania.

## Storia
Già comune autonomo nel circondario di Soltau, fu soppresso e incorporato a Munster il 1º febbraio 1971.